# Korallenstrauch
Der Korallenstrauch (Solanum pseudocapsicum) ist eine Giftpflanzenart aus der Gattung der Nachtschatten (Solanum). Die aus Mittel- und Südamerika stammende Art wird oftmals als Zierpflanze angeboten und ist dann auch unter Namen wie Korallenbäumchen, Korallenkirsche, Straußkirsche oder Jerusalemkirsche bekannt.

## Beschreibung

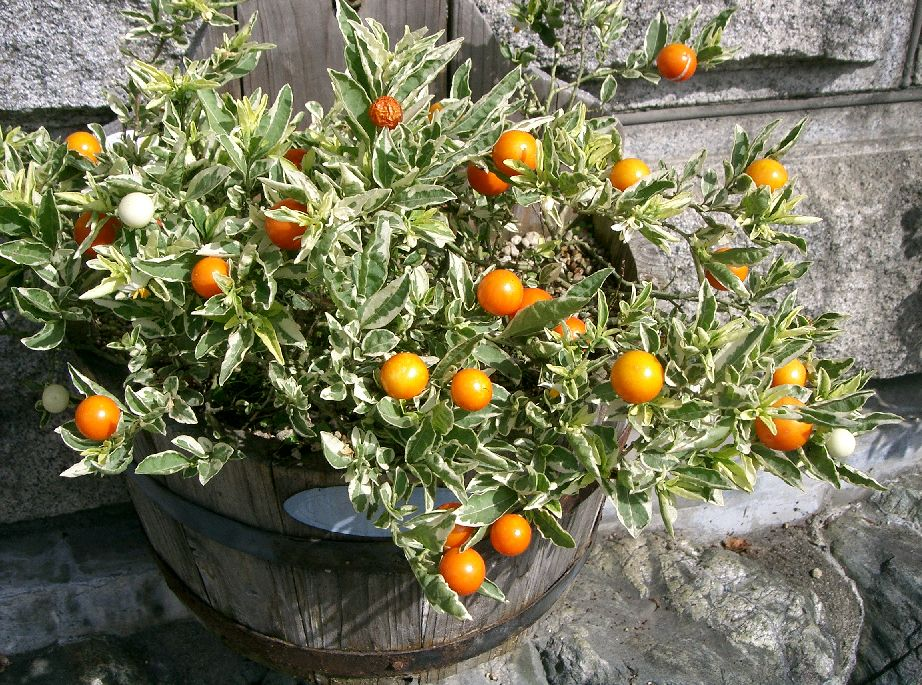
Zierform des Korallenstrauchs mit panaschierten Blättern

### Vegetative Merkmale
Der Korallenstrauch ist eine kleine, strauchig niederliegend bis 1 m hohe Pflanze. Die Zweige und Laubblätter sind unbehaart bis dicht flaumhaarig behaart, verkahlen jedoch relativ schnell. Die Behaarung besteht aus 0,1 bis 0,5 mm langen, baumartig verzweigten Trichomen. Die Borke älterer Äste ist blass gold-braun gefärbt.
Die sympodialen Einheiten besitzen zwei paarweise stehende Laubblätter. Die Blätter sind elliptisch bis schmal elliptisch geformt. Die Basis ist zugespitzt, nach vorn hin sind die Blätter zugespitzt oder abgerundet. Der Blattrand ist oftmals gekräuselt oder unregelmäßig geformt. Die Oberseite ist meist unbehaart oder nur selten mit wenigen einreihigen oder baumartig verzweigten Trichomen entlang der Mittelachse, die Unterseite ist unbehaart bis dicht flaumig behaart. Die Trichome trocknen mit einer gold-braunen Farbe ein. Die Blätter treten in zwei Größen auf. Die größeren Blätter sind 2,5 bis 9 cm lang und 0,7 bis 4,5 cm breit und weisen je Blatthälfte vier bis sechs Seitenadern aus, sie stehen an 0,2 bis 1 cm langen Blattstielen. Die kleineren Blätter erreichen eine Größe von 0,9 bis 3,5 × 0,4 bis 2,7 cm.

### Blütenstände und Blüten

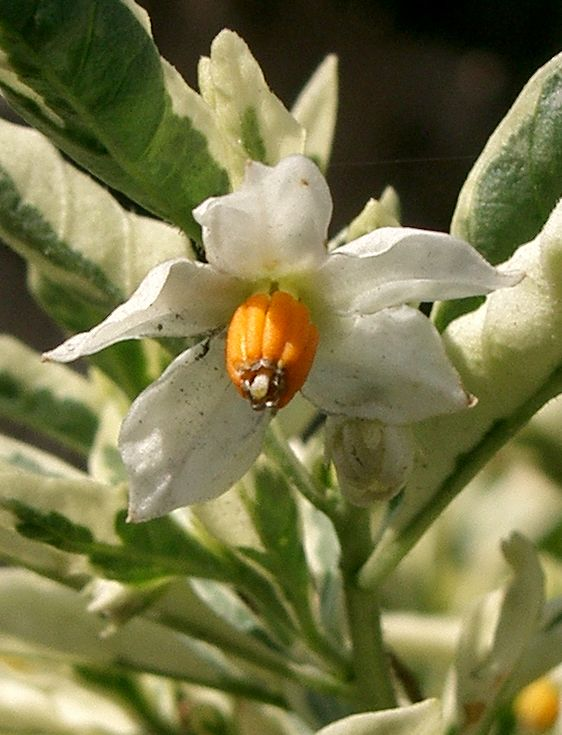
Blüte des Korallenstauchs

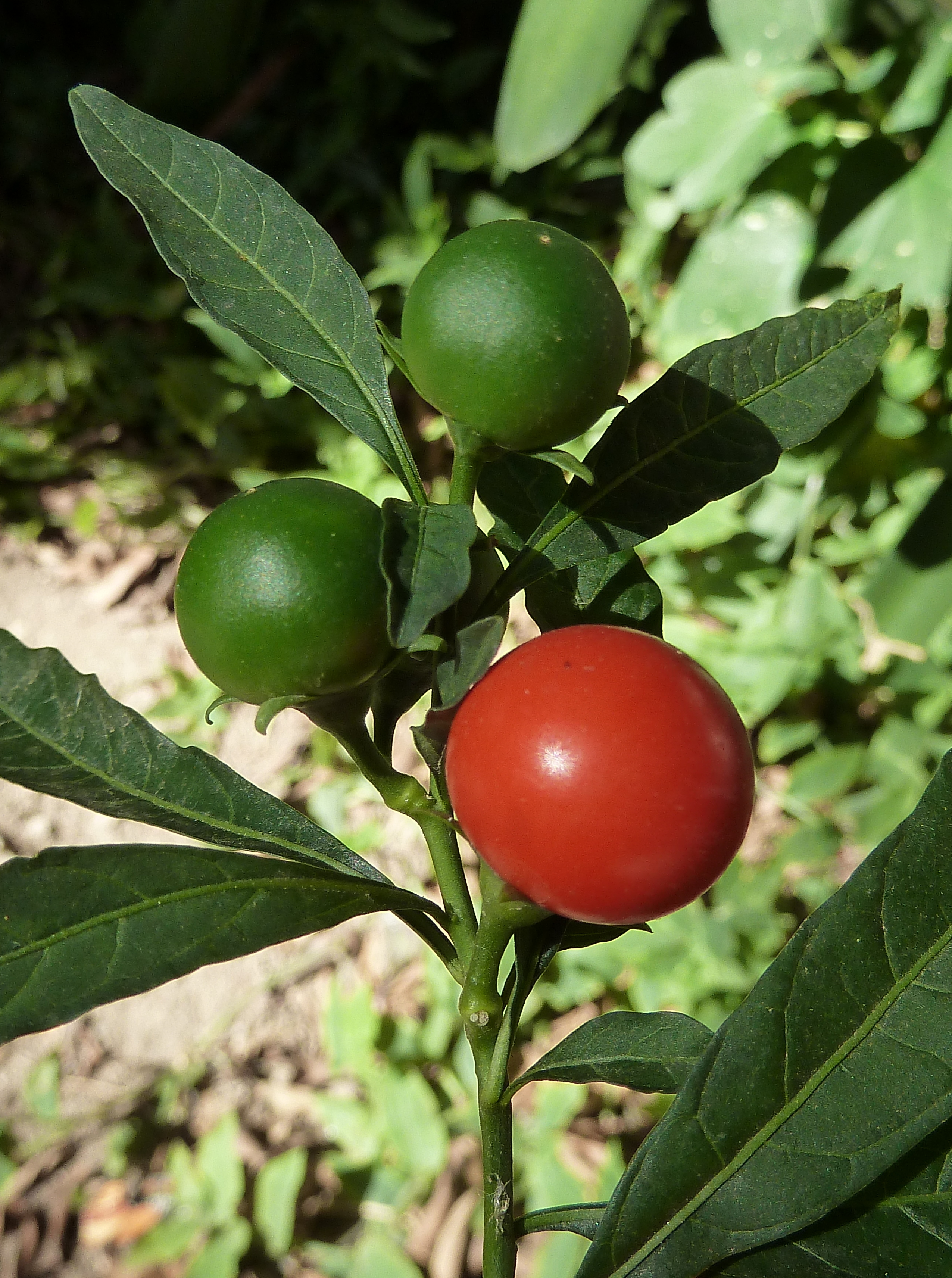
Korallenstrauch (Solanum pseudocapsicum)

Die einfachen Blütenstände stehen den Blättern gegenüber, werden 0,2 bis 1 cm lang und bestehen aus einer bis acht Blüten, kultivierte Formen haben oftmals nur eine Blüte je Blütenstand. Die Blütenstände sind unbehaart oder dicht flaumhaarig mit baumartig verzweigten Trichomen besetzt. Die kräftigen Blütenstiele haben zur Blüte eine Länge von 0,3 bis 1 mm und einen Durchmesser von 0,5 mm. Sie sind zurückgebogen, ihre Ansatzstellen der Blütenstiele stehen weit auseinander und überlappen sich nicht, zur Fruchtreife werden die Ansatzstellen korkig. Die Knospen sind elliptisch geformt, die Kronblätter stehen in der geschlossenen Knospe nicht über die Kelchblätter hinaus.
Der Kelch besteht aus einer 1 bis 2 mm langen, röhrenförmigen Kelchröhre, an die sich 1,5 bis 4 mm (in kultivierten Pflanzen auch bis zu 6 oder 7 mm) lange Kelchzipfel anschließen. Die Kelchzipfel sind langgestreckt dreieckig, die Spitze ist abgerundet oder gelegentlich spatelförmig. Die Behaarung gleicht der der restlichen Pflanze. Die Krone ist weiß gefärbt und erreicht einen Durchmesser von 1 bis 1,5 (in kultivierten Pflanzen bis 2,5) cm. Die Kronblätter stehen auf der Hälfte bis drei Viertel frei voneinander. Die achsabgewandte Seite der Spitze und der Ränder sind dicht papillös.
Die Staubfäden sind auf 0,5 bis 1 mm zu einer Röhre verwachsen, an die sich ein Bereich von ebenfalls 0,5 bis 1 cm Länge anschließt, in dem die Staubfäden frei stehen. Die Staubbeutel sind dunkel orange-rot und werden 3 bis 4 mm lang und 1 bis 1,5 mm breit. Der Griffel wird 5 bis 6 mm lang, ist unbehaart und endet in einer kleinkopfigen Narbe, deren Oberfläche fein papillös ist.

### Früchte und Samen

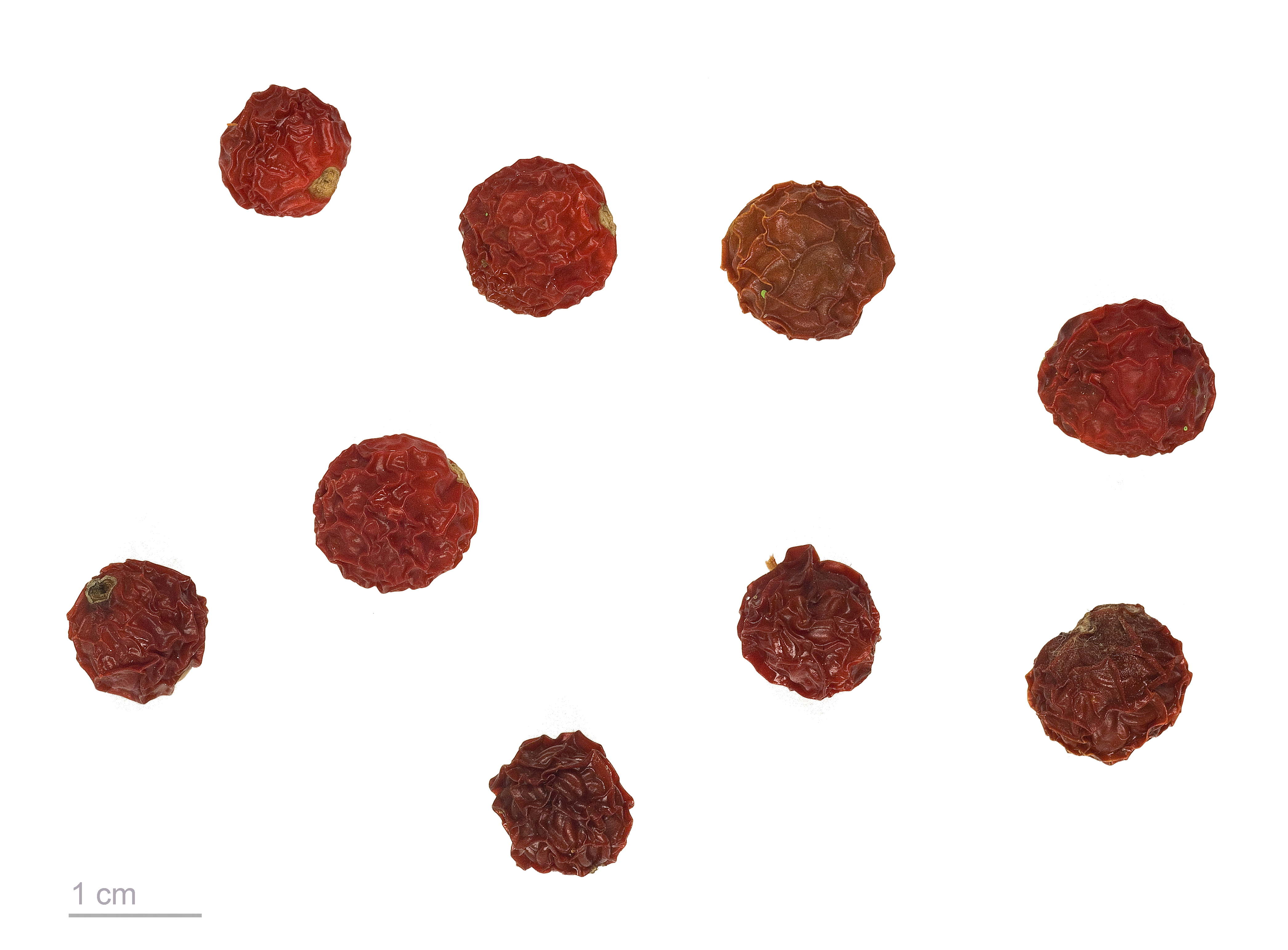
Früchte von Solanum pseudocapsicum

Die Früchte sind kugelförmige Beeren, die zunächst grün gefärbt sind und sich bei Reife von gelb zu dunkel orange-rot verfärben. Das Perikarp ist dünn und papierartig. Die Kelchzipfel vergrößern sich an der Frucht auf eine Länge von 5 bis 7 mm, die Stiele werden an den Früchten zwischen 0,8 und 1 cm lang, sind holzig und stehen aufrecht. Die 3 bis 4 × 2,5 bis 3 mm großen Samen sind blassgelb, abgeflacht nierenförmig geformt und weisen einen dicker werdenden Rand auf. Die Oberfläche ist fein gekörnt, die Zellen der Oberfläche haben einen langgestreckt rechteckigen Umriss.

## Verbreitung
Die Art ist in Mittel- und Südamerika verbreitet. Sie ist von Mexiko bis ins südliche Brasilien, Argentinien und Uruguay zu finden. Sie wächst in Höhenlagen zwischen 0 und 2600 m an trockenen Standorten.
Durch die weltweite Kultivierung ist sie in tropischen und subtropischen Gebieten oftmals als Kulturflüchtling zu finden.

## Systematik
Innerhalb der Gattung der Nachtschatten wird die Art in die Geminata-Klade eingeordnet. Einige verwandte Arten werden in der Solanum pseudocapsicum-Gruppe zusammengefasst.

## Nutzung
Die Früchte des Korallenstrauchs sind giftig und der Verzehr von nur zwei Beeren kann bereits Vergiftungserscheinungen wie Magen-Darm-Beschwerden, Übelkeit, Brechreiz, Bauchschmerzen und Durchfall hervorrufen. Trotzdem wurde der Korallenstrauch aufgrund seines attraktiven Aussehens schon früh als Zierpflanze genutzt, meist als Topfpflanze. In Deutschland wird die Art seit dem Ende des 16. Jahrhunderts kultiviert. Es gibt mehrere Sorten. Die Toxine sind das Solanocapsin und weitere Alkaloide.

## Belege
- Solanum pseudocapsicum (Solanaceae Source) – nhm.ac.uk
- Korallenbäumchen (Solanum pseudocapsicum) – giftpflanzen.com (abgerufen am 5. November 2021)